# Campo do Ollo
Campo do Ollo (en gallego y oficialmente, O Campo do Ollo) es una aldea española situada en la parroquia de Dormeá, del municipio de Boimorto, en la provincia de La Coruña, Galicia.

## Demografía
| Gráfica de evolución demográfica de Campo do Ollo entre 2000 y 2018 |
|                                                                     |
| Datos según el nomenclátor publicado por el INE.                    |